# Jiang Yanyong
Jiang Yanyong (Hangzhou, República de China, 4 de octubre de 1931 - Haidian, República Popular China, 12 de marzo de 2023) fue un médico y cirujano chino que dio a conocer el encubrimiento de la epidemia del síndrome respiratorio agudo severo (SARS, por sus siglas en inglés) en China. Nacido en la familia del Banco Zhejiang Xingye, Jiang fue el médico jefe del Hospital 301 en Beijing y un miembro de alto rango del Partido Comunista de China. 

## Educación
Jiang asistió a Universidad Yenching. Él eligió una carrera en medicina después de ver a una tía morir de tuberculosis. En 1952, ingresó al Peking Union Medical College .

## Carrera
Jiang se unió al Ejército Popular de Liberación en 1954 y fue asignado al Hospital 301 (Hospital General del EPL) en Beijing. En 1987, Jiang fue nombrado cirujano jefe del hospital. Ocupó el rango militar de Mayor General.[cita requerida] En junio de 1989, Jiang fue testigo de los resultados del trauma infligido a los estudiantes durante las protestas de la Plaza Tiananmen de 1989 .
Mientras el virus del SARS comenzaba a propagarse en China a fines de 2002 y principios de 2003, el gobierno minimizó drásticamente el número de casos notificados en China continental. El 4 de abril de 2003, Jiang envió por correo electrónico una carta de 800 palabras a la Televisión Central China -4 (CCTV4) y Phoenix TV (Hong Kong) informando ese hecho. Aunque ninguno de los dos respondió o publicó su carta, la información se filtró a las organizaciones de noticias occidentales. El 8 de abril de 2003, Jiang fue contactado por un periodista de The Wall Street Journal a través de una entrevista telefónica. Más tarde, ese mismo día, Susan Jakes, una periodista de Time en Beijing, también contactó a Jiang. Time publicó la noticia sorprendente de inmediato con el título de "Ataque del SARS de Beijing". En este artículo, la carta de Jiang fue traducida al inglés y, por primera vez, el público se enteró de la situación real en China. Esta carta forzó la renuncia del Alcalde de Beijing y el Ministro de Salud Pública el 21 de abril de 2003. El gobierno chino comenzó a lidiar activamente con la creciente epidemia. La mayoría de los expertos en salud pública creen que este acto evitó que la enfermedad alcanzara proporciones pandémicas. 
En febrero de 2004, Jiang escribió una carta abierta al primer ministro, Wen Jiabao, varios vice primeros ministros, los Politburó miembros y muchos otros miembros del gobierno chino. La carta pedía un nuevo examen de la responsabilidad del gobierno chino por la masacre de la Plaza Tiananmen. Varias fuentes de medios indican que debido al alto rango de Jiang Yanyong, el Politburó discutió el tema de qué hacer con él. 
El 2 de junio de 2004, dos días antes del 15 aniversario de la masacre, la familia de Jiang Yanyong en California informó que él y su esposa estaban desaparecidos de su casa en Beijing después de ser arrestados y puestos bajo custodia militar. Fue puesto en libertad el 19 de julio de 2004.
En marzo de 2019, escribió al secretario general del Partido Comunista Chino, Xi Jinping, calificando la represión de las protestas estudiantiles en la Plaza Tiananmen como un delito. Los amigos de Jiang informaron que perdieron contacto con él y creyeron que estaba bajo arresto domiciliario. En febrero de 2020, se informó que "ha sido puesto bajo arresto domiciliario de facto desde el año pasado".

## Premio
En agosto de 2004, Jiang recibió el prestigioso Premio Ramón Magsaysay por Servicio Público . Según la junta de síndicos, "La Fundación del Premio Ramon Magsaysay reconoce su valiente posición por la verdad en China, estimulando medidas que salvan vidas para enfrentar y contener la amenaza mortal del SARS".
El 20 de septiembre de 2007, la Academia de Ciencias de Nueva York otorgó a Jiang el Premio Heinz R. Pagels de Derechos Humanos de los Científicos.